# Satmex
Satmex (Satélites Mexicanos) était un opérateur de satellites mexicain destiné au continent américain.
Satmex a géré la série des satellites Satmex (SATMEX 8, SATMEX 6 et SATMEX 5,) pointés sur le continent américain en bande C, Ku et Ka. Le 30 juillet 2023, le Français Eutelsat s'est porté acquéreur de Satmex,. Le 21 mai 2014, Satmex devient Eutelsat Americas et rebaptise ses satellites sous la dénomination "Eutelsat".

## Satellites
| Ancien nom     | Nouveau nom              | Lancement  | Orbite  | Lien vers zone de réception |
| -------------- | ------------------------ | ---------- | ------- | --------------------------- |
| Satmex 9       | Eutelsat 117 West B (de) | 14/06/2019 | 116,8 W |                             |
| Satmex 8       | Eutelsat 117 West A (en) | 26/03/2013 | 116,8 W | Couverture                  |
| Satmex 7       | Eutelsat 115 West B (en) | 02/03/2015 | 114,9 W | Couverture                  |
| Satmex 6       | Eutelsat 113 West A (en) | 27/05/2006 | 113 W   | Couverture                  |
| Satmex 5       | Eutelsat 115 West A (de) | 05/12/1998 | 114,9 W | Couverture                  |
| Solidaridad II |                          | 17/10/1994 | 114,9 W | Couverture                  |
| Solidaridad I  |                          | 17/11/1993 | 109,2 W |                             |
| Morelos II     |                          | 27/11/1985 | 116,8 W |                             |
| Morelos I      |                          | 17/6/1985  | 113 W   |                             |

## Infrastructures terrestres
SATMEX a deux types de centres de contrôle :
- les Centres de Contrôle de Satellites (CCS) responsables de la gestion de la flotte de satellites. Ils sont situés à Mexico et à Hermosillo.
- Les Centres de Contrôle et de Communication (CCC) qui gèrent les signaux transmis par la flotte de satellites et contrôlent les protocoles employés par les utilisateurs. Les centres de contrôles et de communication sont situés au siège social de la société et dans les deux centres de contrôles de satellites.